# Bīdāsar
Bīdāsar är en ort i Indien.   Den ligger i distriktet Chūru och delstaten Rajasthan, i den nordvästra delen av landet, 300 km väster om huvudstaden New Delhi. Bīdāsar ligger 304 meter över havet och antalet invånare är 30 103.
Terrängen runt Bīdāsar är mycket platt. Runt Bīdāsar är det ganska tätbefolkat, med 160 invånare per kvadratkilometer. Bīdāsar är det största samhället i trakten. Trakten runt Bīdāsar består till största delen av jordbruksmark.